# Tscherwonez

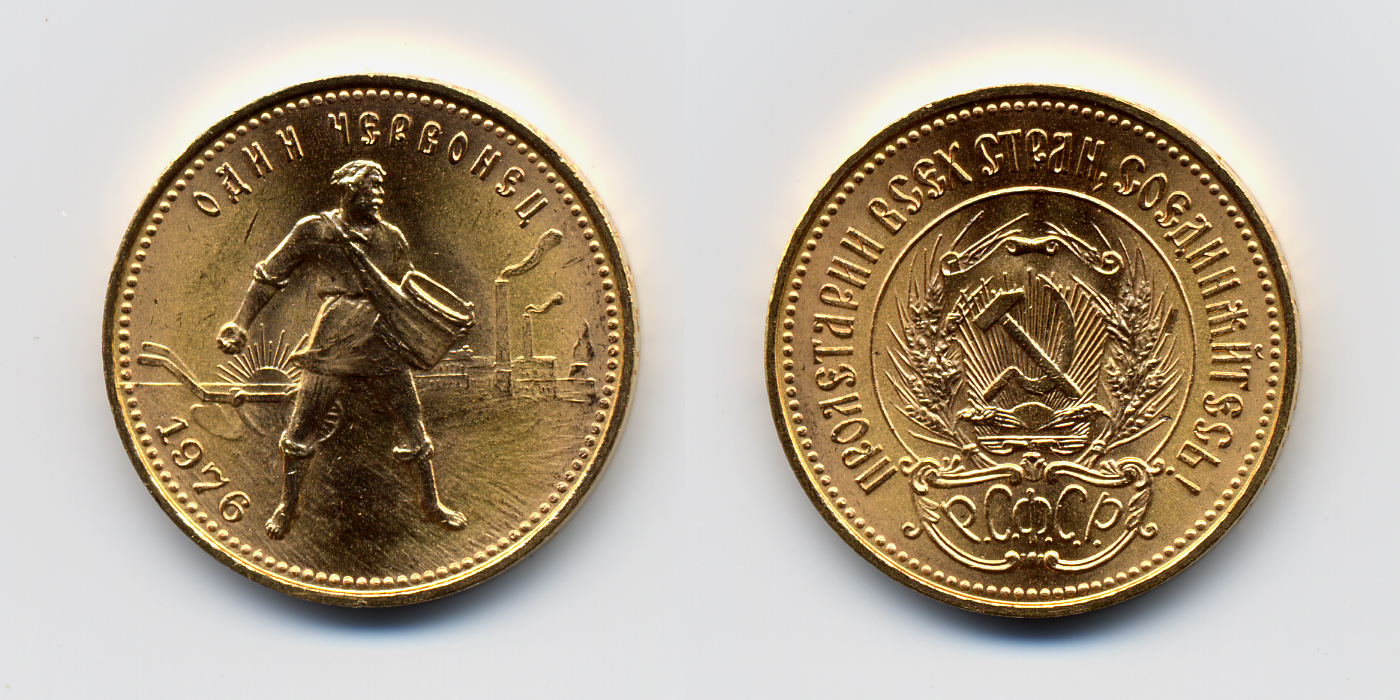
Tscherwonez-Goldmünze zu zehn Rubel, 1976

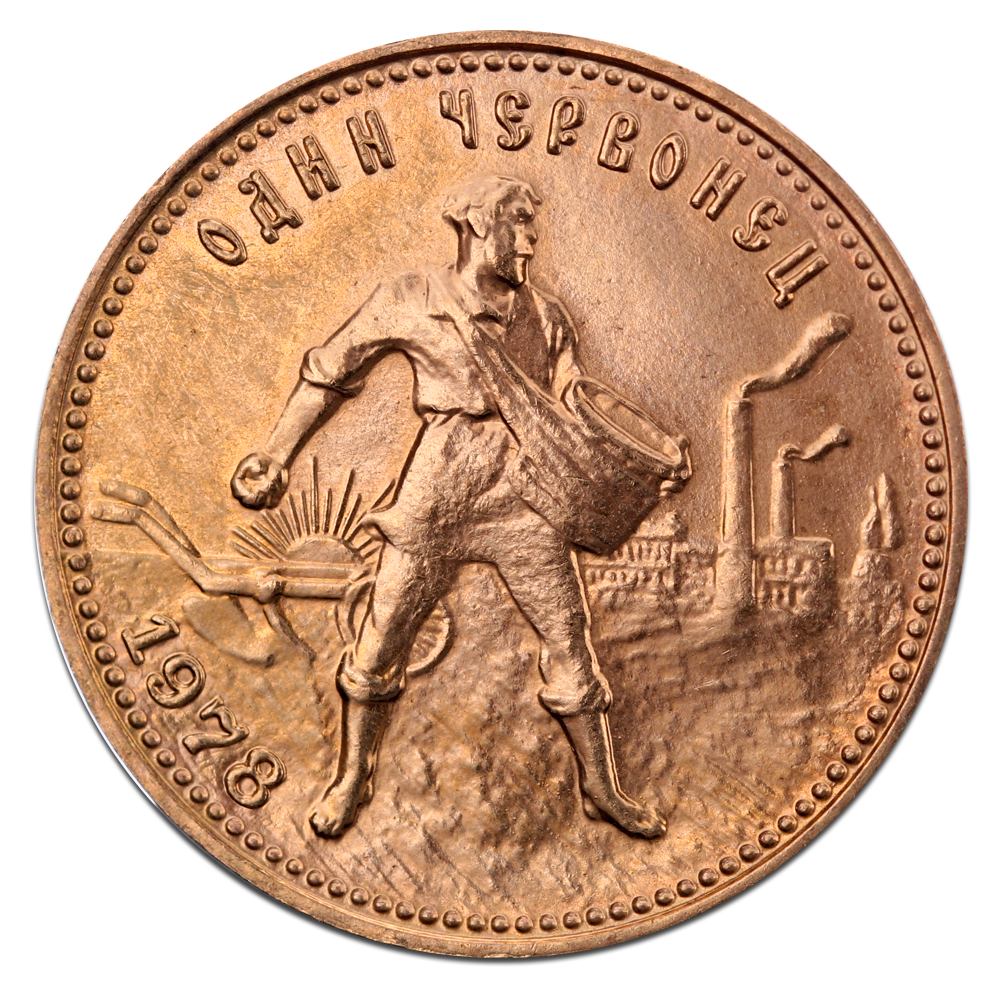
Vorderseite Goldrubel Tscherwonez, 1978

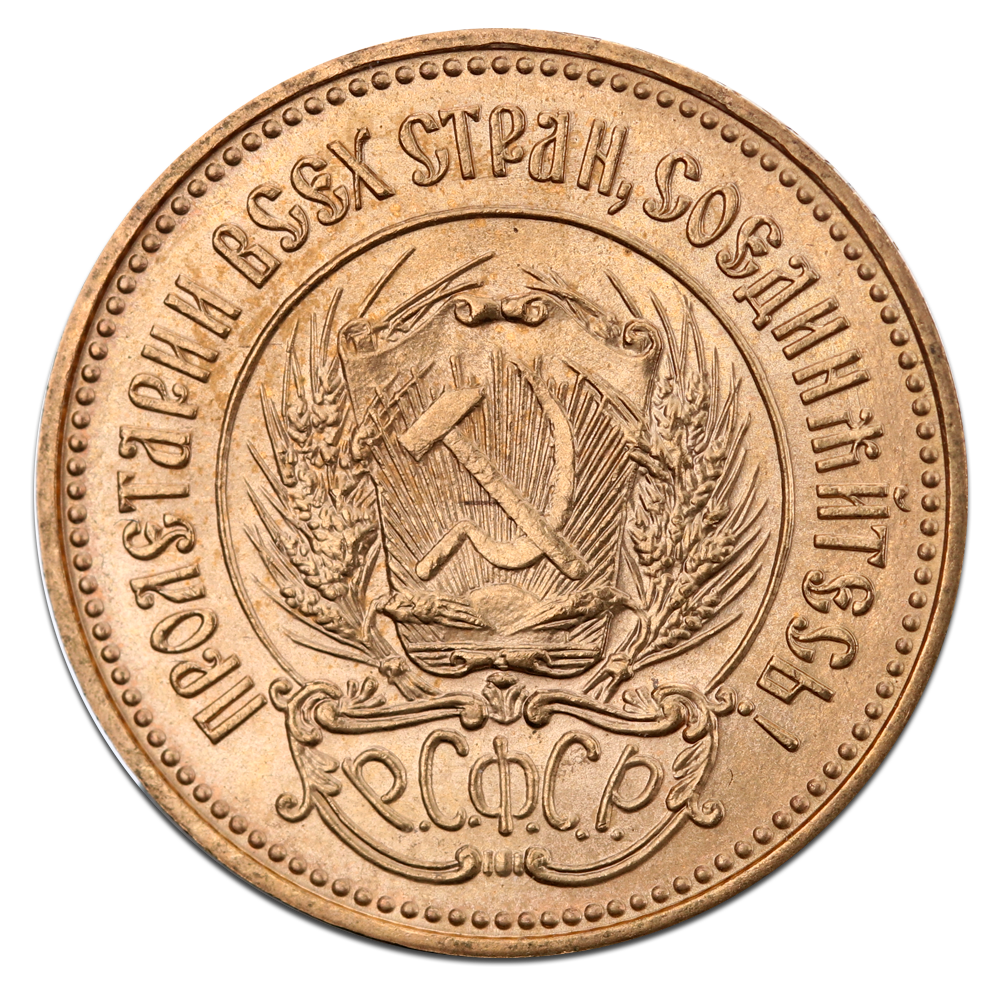
Rückseite Goldrubel Tschwerwonez, 1978

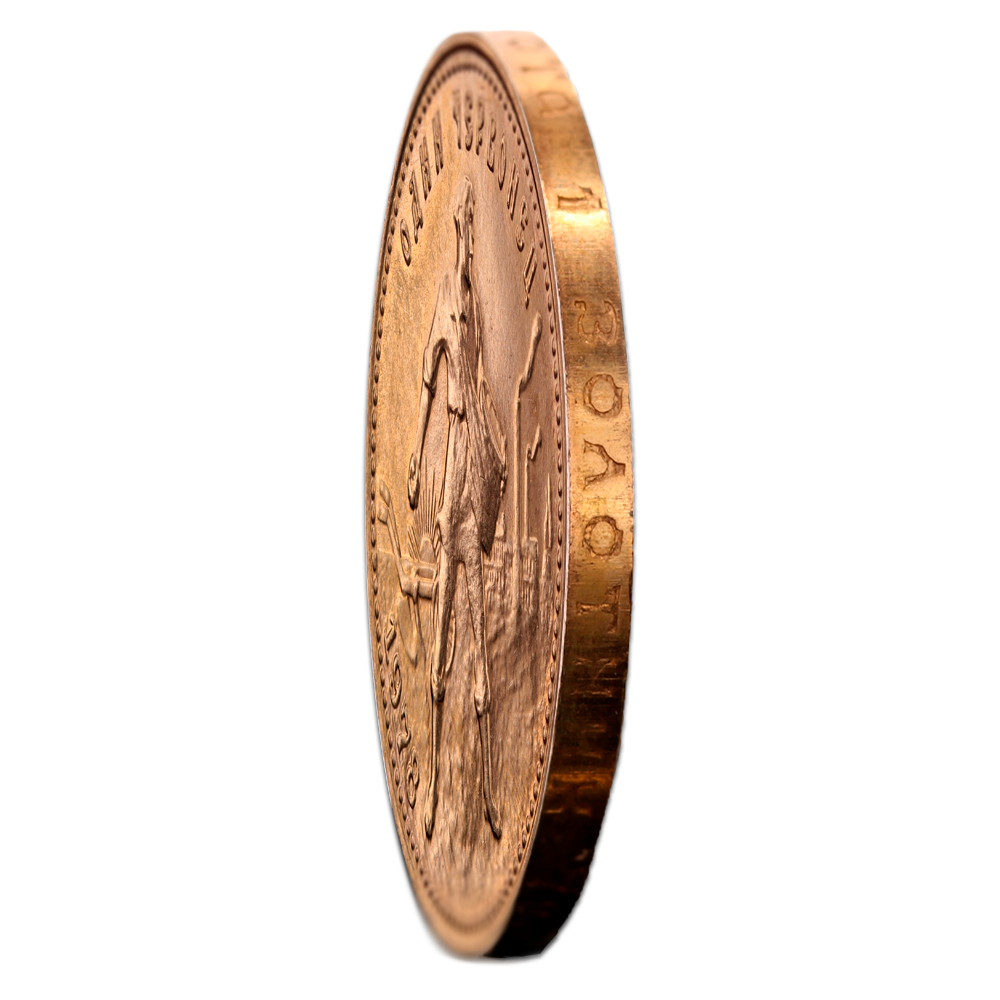
Randseite Goldrubel Tscherwonez, 1978

Der Tscherwonez (russ.: червонец; auch Tscherwonetz geschrieben, Plural: Tscherwonzen; von червонный – hochrot/hellrot) ist eine russische Goldmünze, später auch ein Geldschein. Sie war seit dem 19. Jahrhundert bis Mitte der 1980er Jahre offizielles Zahlungsmittel. Heutzutage werden im russischsprachigen Raum in der Umgangssprache Banknoten verschiedener Währungen mit einem Wert von zehn Währungseinheiten als Tscherwonez bezeichnet.

## Geschichte
Ursprünglich wurden im Russischen Reich westliche Goldmünzen als Tscherwonez (червонец) bezeichnet. Nach der Oktoberrevolution und dem Scheitern der Übergangs-Währung Sowsnak wurde 1923 erstmals eine russische Goldmünze mit dieser Bezeichnung geprägt. Sie trug den Namen und das Wappen der Russischen SFSR und nicht der gerade neu gegründeten Sowjetunion. Ihr Raugewicht betrug 8,60260 Gramm bei einem Feingehalt von 900/1000 (Feingewicht 7,74234 Gramm – knapp 1/4 Unze) und ihr Wert entsprach zehn Rubel. Diese Goldmünze wurde im Jahre 1923 und von 1975 bis 1982 geprägt. 1925 wurde ebenfalls ein Tscherwonez geprägt, davon ist aktuell aber nur ein Exemplar bekannt.
Ab 1922 war der Tscherwonez auch Währungsbezeichnung auf sowjetischen Banknoten. Mit der Währungsreform von 1947 wurden diese Noten abgeschafft. Da zehn alte Rubel einem neuen Rubel entsprachen, war ein alter Tscherwonez gleichwertig mit einem neuen Rubel.
Die Münzen aus dem Jahre 1925 tragen auf der Rückseite den Schriftzug СССР (SSSR), die anderen Ausgaben sind mit РСФСР (RSFSR) geprägt.
1927 kam es zur Tscherwonzenaffäre, als mehrere Mitglieder einer georgischen Freiheitsbewegung unter Schalwa Karumidze versuchten, mit in Frankfurt am Main gefälschten Tscherwonez-Noten die Sowjetunion zu destabilisieren. 120.000 Scheine wurden gedruckt, 12.000 davon kamen in Umlauf. Vor dem deutschen Reichsgericht kam es 1932 zu einem Prozess gegen die Fälscher.
Zwischen 1975 und 1982 prägte die Sowjetunion erneut Gold-Tscherwonzen mit dem alten Motiv. Diese waren zum Verkauf als Bullionmünzen im Ausland gedacht.

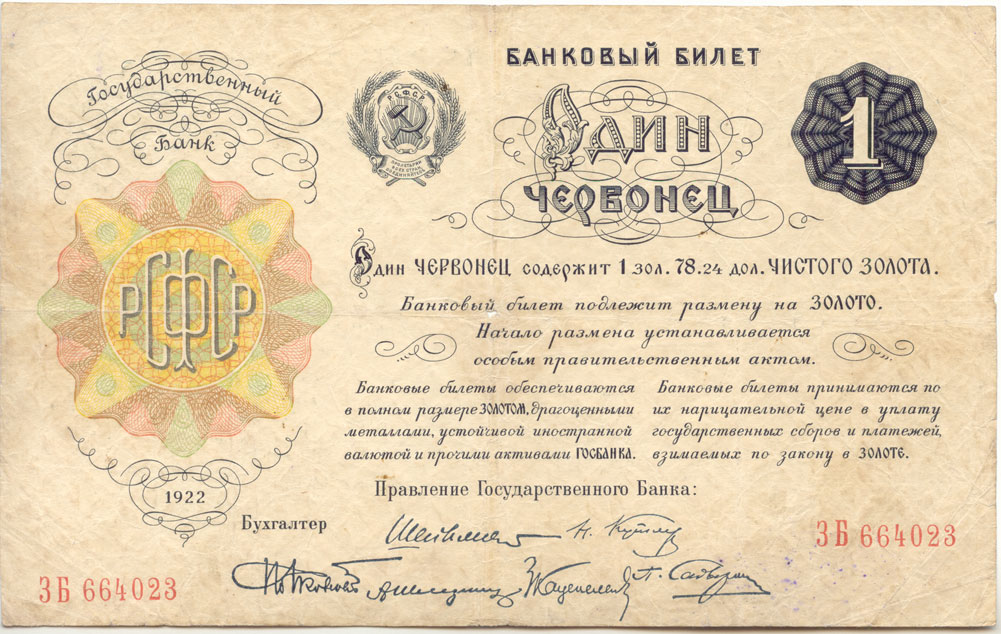
1-Tscherwonez-Note, 1922
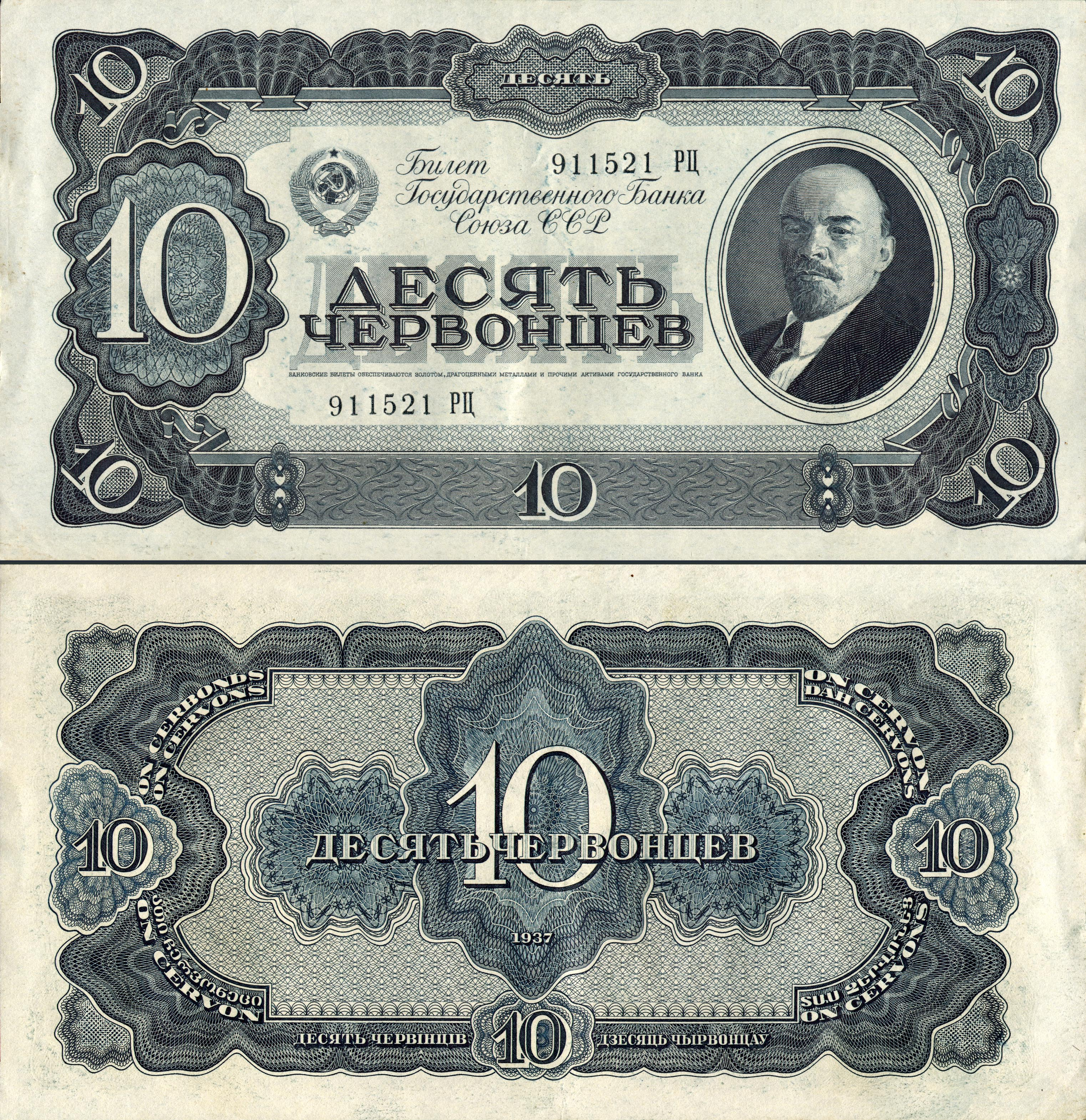
10-Tscherwonez-Note, 1937, mit Lenin-Portrait
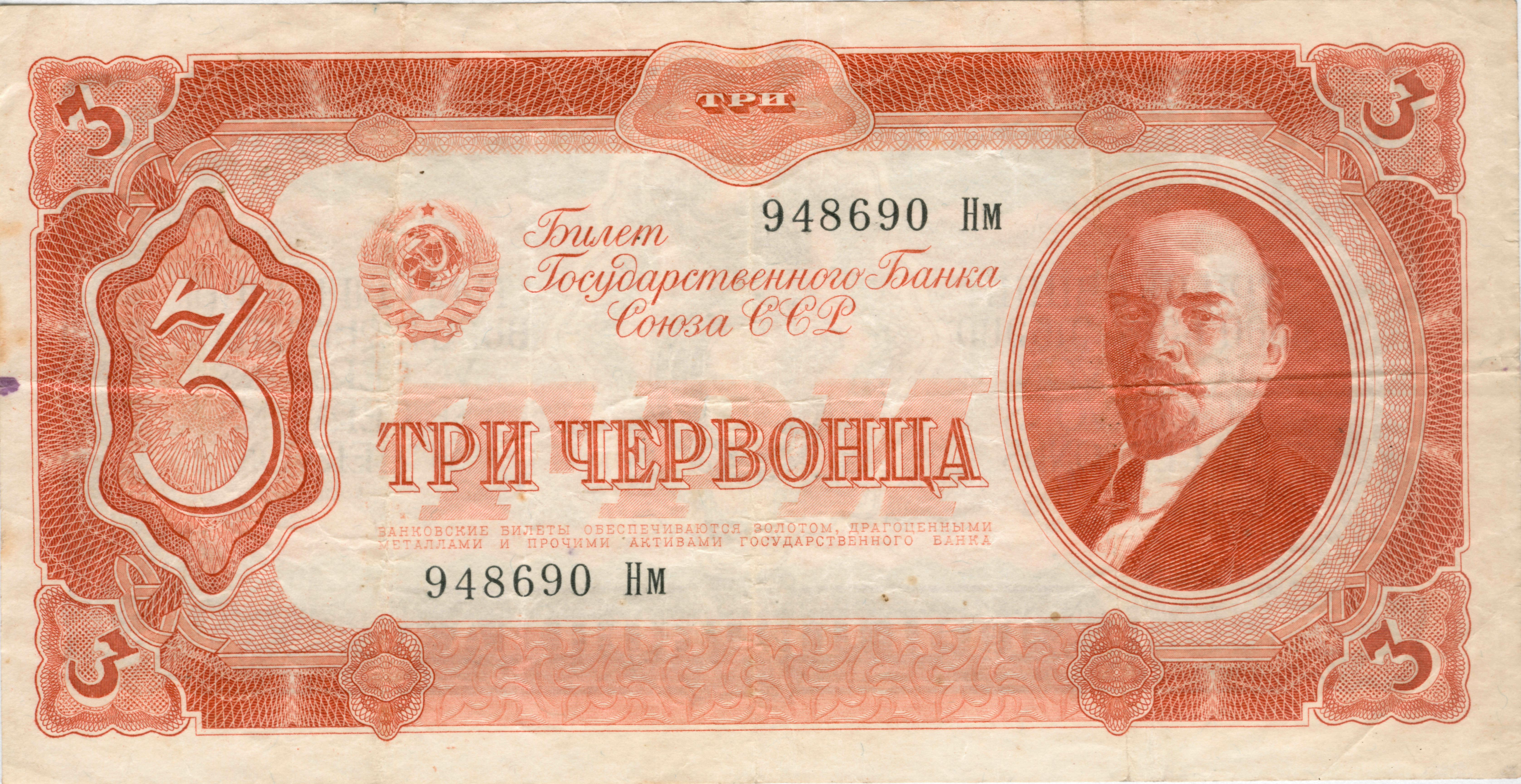
3-Tscherwonez-Note, 1937, Vorderseite
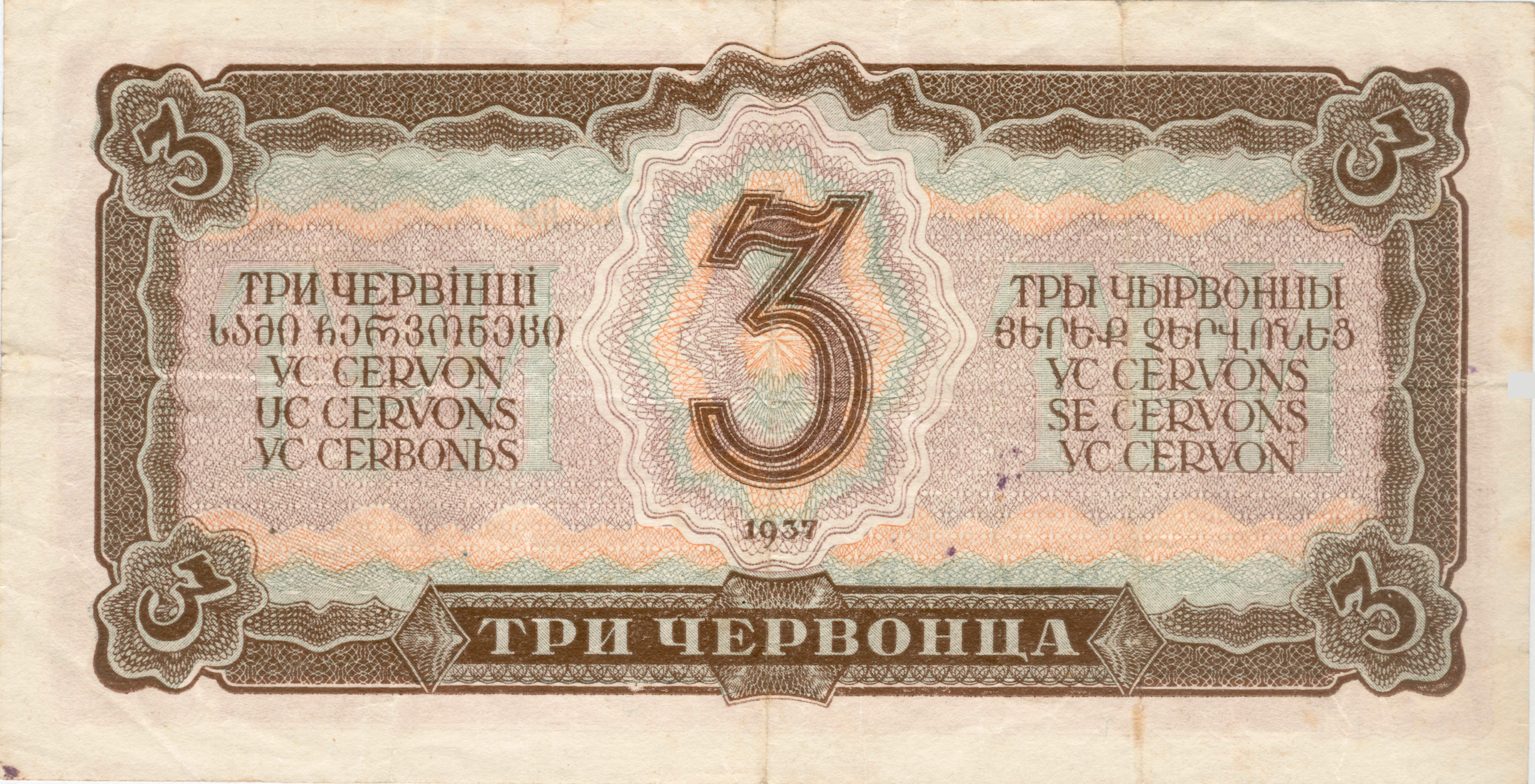
3-Tscherwonez-Note, 1937, Rückseite

## Belege
1. ↑  Nikolay Nenovsky: Lenin and the currency competition: reflections on the NEP experience 1922–1924. In: International Centre for Economic Research (Hrsg.): ICER Working Paper 22/2006. Turin 2006 (online, PDF).
2. ↑  Johanna Lutteroth: Der Schein des Anstoßes In: Einestages. Zeitgeschichten auf Spiegel Online (abgerufen am 18. Februar 2012).
3. ↑  Der Tscherwonzen-Prozess, Vossische Zeitung, 14. Januar 1932.